# Glenda Farrell
Glenda Farrell (Enid, 30 giugno 1904 – New York City, 1º maggio 1971) è stata un'attrice statunitense.

## Biografia
Nata nello Stato dell'Oklahoma, i suoi genitori erano Charles e Wilhelmina "Minnie" Farrell, di origini irlandesi e tedesche. Aveva due fratelli, Richard e Gene. Iniziò a lavorare presso una compagnia teatrale all'età di 7 anni. Tra gli anni venti e trenta alternava lavori per Broadway con film di Hollywood, tra cui il famoso Piccolo Cesare (1931). 
Nonostante i lauti compensi cinematografici riteneva più gratificante il lavoro sul palcoscenico, ma alla fine cedette alle lusinghe di Jack Warner firmando nel 1932 un contratto a lungo termine. Vinse un Premio Emmy nel 1963 come miglior attrice non protagonista in una serie televisiva per Ben Casey.

## Vita privata
Si sposò due volte, la prima dal 1921 al 1929 con il montatore Thomas Richards, da cui ebbe il figlio Tommy, divenuto attore, e la seconda dal 1941 fino alla morte con Henry Ross.

## Filmografia parziale

### Cinema
- Piccolo Cesare (Little Caesar), regia di Mervyn LeRoy (1931)
- L'angelo della vita (Life Begins), regia di James Flood ed Elliott Nugent (1932)
- Io sono un evaso (I Am a Fugitive from a Chain Gang), regia di Mervyn LeRoy (1932)
- L'ultimo scandalo (Scandal for Sale), regia di Russell Mack (1932)
- La maschera di cera (Mystery of the Wax Museum), regia di Michael Curtiz (1933)
- Girl Missing, regia di Robert Florey (1933)
- Vicino alle stelle (Man's Castle), regia di Frank Borzage (1933)
- Signora per un giorno (Lady for a Day), regia di Frank Capra (1933)
- Signore sole (The Keyhole), regia di Michael Curtiz (1933)
- Il giocatore (Grand Slam), regia di William Dieterle (1933)
- Havana Widows, regia di Ray Enright (1933)
- L'imprevisto (Hi, Nellie!), regia di Mervyn LeRoy (1934)
- La sposa nell'ombra (The Secret Bride), regia di William Dieterle (1934)
- Dark Hazard, regia di Alfred E. Green (1934)
- Merry Wives of Reno, regia di H. Bruce Humberstone (1934)
- Kansas City Princess, regia di William Keighley (1934)
- Donne di lusso 1935 (Gold Diggers of 1935), regia di Busby Berkeley (1935)
- Il sapore di un bacio (Traveling Saleslady), regia di Ray Enright (1935)
- We're in the Money, regia di Ray Enright (1935)
- Follia messicana (In Caliente), regia di Lloyd Bacon (1935)
- Canzoni appassionate (Go Into Your Dance), regia di Archie Mayo (1935)
- Amore in otto lezioni (Gold Diggers of 1937) (1936)
- Il tesoro del dirigibile (Fly Away Baby), regia di Frank McDonald (1937)
- Pronto per due (Breakfast for Two), regia di Alfred Santell (1937)
- Dance Charlie Dance, regia di Frank McDonald (1937)
- Hollywood Hotel, regia di Busby Berkeley (1937)
- The Road to Reno, regia di S. Sylvan Simon (1938)
- Stolen Heaven, regia di Andrew L. Stone (1938)
- Torchy Runs for Mayor, regia di Ray McCarey (1939)
- Sorvegliato speciale (Johnny Eager), regia di Mervyn LeRoy (1941)
- Un evaso ha bussato alla porta (The Talk of the Town), regia di George Stevens (1942)
- Letti gemelli (Twin Beds), regia di Tim Whelan (1942)
- Klondike Kate, regia di William Castle (1943)
- Città senza uomini (City Without Men), regia di Sidney Salkow (1943)
- Io non t'inganno, t'amo! (I Love Trouble), regia di S. Sylvan Simon (1948)
- Lulù Belle, regia di Leslie Fenton (1948)
- Mary Lou, regia di Arthur Dreifuss (1948)
- L'assedio degli Apaches (Apache War Smoke), regia di Harold F. Kress (1952)
- Girls in the Night, regia di Jack Arnold (1953)
- Il segreto degli Incas (Secret of the Incas), regia di Jerry Hopper (1954)
- Susanna ha dormito qui (Susan Slept Here), regia di Frank Tashlin (1954)
- L'altalena di velluto rosso (The Girl in the Red Velvet Swing), regia di Richard Fleischer (1955)
- Nel mezzo della notte (Middle of the Night), regia di Delbert Mann (1959)
- Pazzi, pupe e pillole (The Disorderly Orderly), regia di Frank Tashlin (1964)
- Il monte di Venere (Kissin' Cousins), regia di Gene Nelson (1964)
- La grande rapina di Long Island (Tiger by the Tail), regia di R.G. Springsteen (1970)

### Televisione
- The Alcoa Hour – serie TV, episodio 1x12 (1956)
- The Kaiser Aluminum Hour – serie TV, episodio 1x11 (1956)
- The 20th Century-Fox Hour – serie TV, episodio 2x19 (1957)
- Cimarron City – serie TV, episodio 1x09 (1958)
- General Electric Theater – serie TV, episodio 8x04 (1959)
- The Further Adventures of Ellery Queen – serie TV, episodio 1x27 (1959)
- Ben Casey – serie TV, 2 episodi (1963)
- Gli uomini della prateria (Rawhide) – serie TV, episodio 6x06 (1963)
- Bonanza – serie TV, episodio 5x23 (1964)
- Squadra speciale anticrimine (The Felony Squad) – serie TV, episodio 3x04 (1968)

## Riconoscimenti
- Hollywood Walk of Fame
  - 1960 – Stella

- Premio Emmy
  - 1963 – Miglior attrice non protagonista in una serie televisiva per Ben Casey, episodi 2x15-16

## Doppiatrici italiane
- Giovanna Scotto in Io sono un evaso (ridoppiaggio), L'altalena di velluto rosso
- Franca Dominici in Susanna ha dormito qui, Pazzi, pupe e pillole
- Renata Marini in Nel mezzo della notte, Il monte di Venere
- Tina Lattanzi in Sorvegliato speciale
- Fiorella Betti in Piccolo Cesare (doppiaggio tardivo)
- Claudia Balboni in Signora per un giorno (ridoppiaggio)